# 西出ハイヤー
西出ハイヤー株式会社（にしでハイヤー）は、北海道赤平市に本社を置くタクシー事業者。西出興業の関連会社である。

## 概要
赤平市、歌志内市を中心にタクシー事業を行っており、赤平市では他に一般旅客運送業を行うプリンスハイヤーがあるが、歌志内市においては唯一のハイヤー会社となっている。

## 沿革
- 1955年（昭和30年）5月 - 西出ハイヤー株式会社を設立[1]。

## 事業所
- 本社・赤平営業所/北海道赤平市大町一丁目3[1]
- 歌志内営業所/北海道歌志内市本町[1]

## 関連会社
- 西出興業
  - 光文堂
  - 環境開発